# Yenicami Ağdelen
Yenicami Ağdelen Spor Kulübü ist ein türkisch-zyprischer Fußballverein aus Nord-Nikosia in der Türkischen Republik Nordzypern.
Yenicami Ağdelen gewann die K-Pet Süper Lig zuletzt in der Saison 2017/18. Die Vereinsfarben sind schwarz und weiß. Das Heimstadion des Vereins ist das Lefkoşa Atatürk Stadion. Der Spitzname ist Kartal (Adler).

## Erfolge
- Kuzey Kıbrıs Süper Ligi: (9)

1970–71, 1972–73, 1973–74, 1975–76, 1983–84, 2013–14, 2014–15, 2016–17, 2017–18
- Kıbrıs Kupası und Federasyon Kupası: (7)

1962, 1973, 1974, 1989, 2003, 2013, 2015